# Stra
Stra település Olaszországban, Veneto régióban, Velence megyében. Lakosainak száma 7523 fő (2023. január 1.). Stra Dolo, Fiesso d'Artico, Fosso, Noventa Padovana, Vigonovo és Vigonza községekkel határos.

## Népesség
A település népességének változása:
| Lakosok száma | 7630 | 7635 | 7523 |
|               | 2017 | 2018 | 2023 |